# Carmenta angarodes
Carmenta angarodes is een vlinder uit de familie wespvlinders (Sesiidae), onderfamilie Sesiinae.
Carmenta angarodes is voor het eerst wetenschappelijk beschreven door Meyrick in 1921. De soort komt voor in het Neotropisch gebied.